# داميان كوك
داميان كوك (بالإنجليزية: Damien Cook)‏ هو لاعب دوري الرغبي أسترالي، ولد في 23 يونيو 1991 في Sutherland, New South Wales ‏ في أستراليا.